# Розподіл державної влади
Розпо́діл держа́вної вла́ди — правова теорія та принцип, згідно з якими державна влада повинна бути розподілена на три незалежні одна від одної (але при необхідності контролюючі одна одну) гілки:  виконавча, судова й законодавча. Деякі європейські держави, а також Тайвань, законодавчо відокремлюють контрольну, екзаменаційну, юридичну, а також засновницьку та виборчу гілки. Запропонована Джоном Локом. Термін увів французький філософ просвітитель Шарль-Луї де Монтеск'є (фр. séparation des pouvoirs, лат. trias politica) в таких своїх працях, як «Перські листи» (1721), «Про дух законів» (1748).
Принцип поділу влади був уперше закріплений у Конституції США 1787 p., Декларації прав людини і громадянина 1789 р. у Франції, і Конституції Франції 1791 р.
На території України цей принцип мав відображення в Конституції Пилипа Орлика 1710 року, хоча офіційно конституційним актом цей документ не став, але ідеї системи стримування і противаг були висвітлені.

## Соціальне значення
Розподіл влади (влада одна) на гілки — важлива й необхідна умова формування правової, соціальної держави, її основоположний принцип. Цей принцип справедливо належить до основних досягнень світової цивілізації і загально — людської культури. Соціальна цінність розподілу влади полягає у тому, що він покликаний запобігти можливості зосередження повноти влади в руках якої-небудь гілки влади чи державного органу. Тому його справедливо вважають важливою гарантією політичної свободи особистості.
Поділ державної влади є необхідною умовою демократичного політичного режиму. Авторитарні, особливо тоталітарні, політичні режими заперечують поділ влади. Комуністична ідеологія відкидає його навіть теоретично, обґрунтовуючи принцип єдності влади, відповідно до якого мандат на здійснення якої-небудь державної функції є похідним від представницької влади. Вважається, що адміністративні та судові дії держави виконуються за дорученням представницьких органів державної влади і як такі є не владою, а лише функцією, здійснюваною від її імені. Практична реалізація в соціалістичних країнах принципу єдності влади призвела до зосередження всієї повноти державної влади навіть не у формально представницькому органі, а в руках апарату комуністичної партії і небачених зловживань владою.

## Моделі поділу державної влади
Поділ влади, який характеризується формальною ізольованістю кожної з її гілок і відсутністю між ними тісних функціональних відносин, визначається як «жорсткий». Найповніше він проявляється у президентській республіці.
Інший «м'який» характер має поділ влади за парламентарних форм правління, де різниця між законодавчою й виконавчою владою не має суттєвого значення, оскільки тією й іншою володіє партія парламентської більшості, лідер якої одночасно керує урядом і контролює цю більшість. Реальний поділ державної влади тут відбувається всередині парламенту між сформованим партією чи коаліцією партій парламентської більшості урядом та опозицією.
Окрім того, в змішаних республіках існує «змішана модель поділу влади». Типовою ознакою змішаних форм правління є сполучення рис президентської і парламентарної республік. Як і в президентській республіці, тут главу держави обирають на загальних виборах. Іноді він наділений значними повноваженнями у сфері виконавчої влади або навіть очолює її. З іншого боку, як і в парламентарній республіці, суб'єктами виконавчої влади є прем'єр-міністр і уряд в цілому, які несуть відповідальність перед представницьким органом. У наші дні змішані республіканські форми правління є досить поширеними: тільки в Європі їх мають Австрія, Болгарія, Ірландія, Ісландія, Македонія, Польща, Румунія, Словенія, Фінляндія, Франція і Хорватія. До змішаної форми тяжіє і більшість країн, що утворилися на терені колишнього СРСР.

## Зміст принципу
В основу принципу розподілу влад покладено поділ єдиної за своєю природою державної влади на відокремлені, взаємно врівноважені гілки, кожна з яких являє собою систему державних органів.
Політичне обґрунтування поділу влади на три галузі («гілки») полягає в тому, щоб поділити і збалансувати державно-владні повноваження за принципом компетентності між різними державними органами, встановити взаємний контроль, унеможливити узурпацію влади — зосередження всіх повноважень або більшої їх частини у єдиному органі державної влади або в посадової особи і тим самим запобігти сваволі. Влада в демократичній державі у вигляді її трьох галузей (законодавчої, виконавчої, судової) є політичною формою вираження влади народу. Будучи «поділеною», влада в державі має залишатися цілісною, єдиною. Юридичне вираження єдності і гармонійності влади полягає в такому:
1. органи державної влади в сукупності мають компетенцію, необхідну для здійснення функцій і виконання завдань держави;
2. різні органи держави не можуть диктувати одним і тим же суб'єктам за тих же обставин взаємовиключні правила поведінки.

Цей принцип включає певну систему вимог:
- розподіл функцій і повноважень (компетенції) між державними органами відповідно до вимог поділу праці;
- закріплення певної самостійності кожного органу влади під час здійснення своїх повноважень, неприпустимість втручання у прерогативи один одного та їх злиття;
- наділення кожного органу можливістю протиставити свою думку рішенню іншого органу держави та виключення зосередження всієї влади в одній гілці;
- наявність в органів влади взаємного контролю та неможливість зміни компетенції органів держави неконституційним шляхом.

Принцип поділу влади доповнюється системою стримувань та противаг, яка передбачає конкуренцію різних органів влади, наявність засобів для взаємного стримування й підтримки відносної рівноваги сил. Система стримування і противаг, з одного боку, сприяє співробітництву і взаємному пристосуванню органів влади, а з іншого боку — створюють потенціал для конфліктів, які найчастіше вирішуються шляхом переговорів, угод і компромісів.
Поділ влади — це лише один з багатьох елементів механізму демократичного здійснення державної влади і сам по собі не є гарантією демократії. Більше того, за незбалансованої системи стримувань і противаг жорсткий поділ влади може спричинити протистояння гілок влади. Особливої гостроти протистояння законодавчої та очолюваної главою держави виконавчої гілок влади набуває за президентської та змішаної форм республіканського правління у періоди так званого розділеного правління, коли президент і парламентська більшість представляють різні партійно-політичні сили. Іноді це протистояння доходить до відкритої збройної конфронтації, як це сталося, наприклад, у 1993 р. в Росії.
Ефективність державної влади залежить не тільки від її поділу, а й від багатьох інших елементів механізму здійснення влади, які у своїй сукупності характеризуються поняттям «форма держави».

## Гілки влади
Розподіл влади. Один з ключових принципів лібералізму, який передбачає поділ влади на три гілки — законодавчу, виконавчу та судову. Цей принцип вперше сформулював Джон Локк, а найповніше — Шарль Луї де Монтеск'є. На практиці найбільш довершеної форми цей принцип  досягнув у США (див. Державний лад США).
Найбільш поширеним є поділ державної влади на три гілки:
Законодавча влада — це делегована народом своїм представникам у парламенті державна влада, яка має виключне право приймати закони. Вона здійснює і фінансову (право щорічного затвердження бюджету країни), і установчу (участь парламенту у формуванні вищих виконавчих і судових органів), і контрольну функції.
Виконавча влада — це влада, яка володіє правом безпосереднього управління в державі. Носієм цієї влади у масштабі країни є уряд, який забезпечує виконання законів та інших актів законодавчої влади, відповідальний, підзвітний та підконтрольний їй. Виконавча влада покликана відпрацьовувати шляхи та засоби реалізації законів, займатися поточним управлінням, здійснювати розпорядчу діяльність.
Судова влада — це незалежна влада, яка охороняє право, виступає арбітром у спорах про право, здійснює правосуддя. Судова влада обмежена нормами та принципами права, здійснюється у формі судової процедури й не може залежати від суб'єктивного впливу інших гілок влади. Юрисдикція судів поширюється на всі правові відносини, що виникають у державі.
Відокремленість судової гілки в системі поділу державної влади проявляється передусім у принципах незалежності судів і суддів та підпорядкування їх лише конституції і законам, безстроковості (довічності) обрання або призначення суддів та їх недоторканності. Формування суддівського корпусу відбувається з участю вищих органів законодавчої і виконавчої влади.

## Система стримувань і противаг
[джерело?]Система «стримувань і противаг» — це сукупність законодавчо закріплених повноважень, засобів, форм, методів, процедур, головним завданням яких є забезпечення реалізації принципу розподілу єдиної державної влади, недопущення домінування однієї гілки влади над іншою і досягнення динамічної стабільності між ними.
Система «стримування і противаг» є основою демократичного політичного режиму. Саме вона забезпечує демократичний, правовий характер держави та ефективність її функціонування. В різних країнах має свої особливості, залишаючи при цьому незмінним головний принцип: на будь-яку спробу будь-якої гілки влади перебрати на себе функції та повноваження іншої гілки остання має законодавчо закріплені механізми протидії.
Реалізація системи стримувань і противаг пов'язується з необхідністю не лише запобігти надмірній концентрації влади, а й забезпечити стабільність і сталість діяльності державних інститутів, слугувати ліпшій їх організації та злагодженості діяльності, подоланню можливого протистояння всередині державного механізму.
У широкому сенсі стримування і противаги є особливими формами й методами, за допомогою яких підтримується їхні відносна рівновага. «Стримування» і "противаги, з одного боку, вони створюють потенціал для вирішення конфліктів шляхом переговорів, угод і компромісів, а з іншого, заохочують органи влади до взаємного пристосування та співпраці.

### Періодизація етапів генезису системи стримування і противаг
- дослідження доктрини системи «стримування і противаг» в працях античних філософів та зародження елементів цієї системи в державному будівництві країн тих часів;
- розвиток доктрини системи «стримування і противаг» в політично-правовій думці середньовічних мислителів;
- розроблення класичної моделі принципу розподілу влад та виділення в ній системи «стримування і противаг»;
- закріплення системи «стримування і противаг» в конституційно правових  актах та її впровадження в механізмі організації та функціонування органів державної влади;
- сприйняття системи «стримування і противаг» як необхідної складової теорії правової держави та її широка реалізація в механізмі державної влади країн світу;
- розвиток і модифікація системи «стримування і противаг» у сучасній конституційній теорії та практиці.

### Системі «стримування і противаг» притаманні наступні специфічні ознаки
- вона застосовується лише в країнах, де реалізований принцип розподілу влади;
- системність та цілісність її елементів, тобто концепція стримувань і противаг діє як цілісна система взаємопов'язаних елементів, поодинокі елементи якої не здатні

забезпечити баланс влади в системі;
- реалізується через систему політико-правових засобів втручання однієї гілки влади у сферу компетенції іншої, а також незалежному самостійному політико-правовому статусі гілок державної влади;
- запобігає узурпації влади, створюючи систему комплексних елементів контролю за діяльність гілок державної влади;
- зазначена система застосовується щодо всіх органів державної влади;
- зміст такої системи залежить від характеру і рівня розвитку державного механізму країни, стану економіки, від історичних, національних, політичних та інших

традицій, які склалися в суспільстві;
- гарантує основні права і свободи людей, тим самим створюючи базу для демократичної правової держави.

## Система стримувань і противаг на прикладі України
Суб'єктами системи стримувань і противаг за Конституцією України є Верховна Рада України, Президент України, Кабінет Міністрів України, Конституційний Суд України і Верховний Суд України. Дана система виражається насамперед через повноваження цих органів, що включають суворо визначені взаємні обмеження.
У Конституції України передбачені такі інститути системи «стримувань і противаг»:
- право «вето» Президента на законопроєкт, прийнятий Верховною Радою;
- імпічмент Президента з боку Верховної Ради, що призводить до його усунення з поста;
- прийняття Верховною Радою резолюції недовіри Кабінету Міністрів, яка має наслідком його відставку;
- участь Верховної Ради у формуванні Конституційного Суду (призначення третини складу);
- контроль Конституційного Суду за відповідністю Конституції законів та інших правових актів Верховної Ради, Президента, Кабінету Міністрів, Верховної Ради Автономної Республіки Крим;
- дострокове припинення Президентом повноважень Верховної Ради у визначених Конституцією випадках;
- парламентський контроль Уповноваженим Верховної Ради з прав людини (омбудсманом) за дотриманням конституційних прав і свобод людини та ін.

### Характерні риси системи «стримування і противаг» щодо України
Риси системи «стримування і противаг» залежать від форми державного правління. Україна належить до змішаної форми правління, якій притаманні наступні ознаки:
- обрання президента та парламенту на загальних виборах;
- право президента розпустити парламент;
- широке коло спільних повноважень президента та парламенту країни, передусім становчих (формування уряду, судової гілки влади), контрольних (подвійна відповідальність уряду — і перед президентом, і перед парламентом);
- вкрай обмежені можливості відправити президента країни у відставку (досить складна процедура імпічменту);
- право відкладального вето президента країни;
- контрасигнування актів президента країни главою уряду або профільним міністром.[джерело?]

## Історія ідеї поділу влади
Перші філософські вчення та ідеї поділу влади.
Ідеї, покладені в основу сучасного принципу поділу влади, вивчались та освітлювались в працях Платона, Аристотеля, Полібія, Цицерона.
Першим хто вказав на необхідність розподілу державних функцій між окремими органами (посадовими особами) був Платон (теорія ідеальної держави). Задля підвищення ефективності державного управління Платон запропонував відокремити функції: управління, законодавства, суддівства та військової справи.
Більш ґрунтовно зазначений принцип розподілу державної влади висвітлено Аристотелем в четвертій книзі трактату «Політика». Арістотель вказує, що організація державної влади в державі, як політичному союзі, можлива при державному устрою, який він позначає терміном «політія», при такому правління всі функції повинні виконуватись різними органами, кожну з влади має представляти окремий орган. Саме так він сформулював ідею поділу влади в державі на три частини: законодавчу, посадову, судову.

### Запровадження теорії поділу влади
Подальший розвиток теорії поділу влади пов'язане з іменами Джона Лока і французьких просвітителів, а також з іменем Шарля Луї Монтеск'є.
Джон Лок одним з перших надав остаточну класифікацію трьом основним функціям державної влади: видання законів, виконання законів та здійснення правосуддя. Так, саме йому належить теза про універсальний характер зазначених функцій. Глави ХІ — ХІІІ другої книги праці під назвою «Два трактати про державне правління» у вченнях Джона Лока обґрунтовують не лише необхідність поділу державної влади на три гілки, але показують, яким чином єдина влада народу розвивається в систему взаємодії трьох самостійних влад.
В подальшому ідею про необхідність поділу державної влади на законодавчу, виконавчу та судову з метою недопущення надмірної концентрації всієї державної влади в «одних руках» і, відповідно, зловживанню нею, вивчав Шарля Луї де Монтеск'є. Основна теза вчення Ш. Л. Монтеск'є: «Державна влада (як один з різновидів влади) завжди прагне тільки до одного — до якомога широкого розповсюдження власного впливу на можливі об'єкти державної влади».

## Перше законодавче закріплення принципу поділу влади в іноземному праві
Починаючи з кінця XVIII — початку XIX ст. принцип поділу влади отримує визнання в багатьох державах. Вперше та послідовно принцип поділу влади був закріплений в Конституції США 1787 року, при цьому «батьки-засновники» Александр Гамільтон, Джеймс Медісон, Джон Джей здійснили розробку та вдосконалення класичної моделі теорії. Вони вдосконалили теорію моделлю «вертикального» поділу влади, а саме способами розмежування повноважень між центральною владою і владою штатів. Крім того, у зміст класичної моделі була включена система «стримування і противаг» (англ. checks and balances). Практичне застосування цієї системи викладено в рішенні Верховного Суду США Марбері проти Медісона (1803).
Подальшим практичним застосування принципу поділу влади стало прийняття французької Декларації прав людини і громадянина (1789). Оскільки в цьому документі зазначено конкретний припис, за яким «суспільство, в якому не забезпечено гарантії прав і не проведено розподіл влади, не має конституції».

## Законодавче закріплення принципу поділу влади на прикладі України
Вперше в українській суспільно-політичній думці ідеї, близькі за змістом до теорії влади, знайшли своє відображення в документі під назвою «Правовий уклад та Конституції відносно прав і вольностей Війська Запорозького, укладеного між Пилипом Орликом новообраним гетьманом Війська Запорозького і генеральною старшиною, полковниками, а рівно ж і самим Військом Запорозьким…» 1710 року ".Так, пунктом VI цього документу визначалися загальні засади організації та функціонування влади в козацькій державі, які з формальної точки зору видаються достатньо близькими до класичних постулатів конституційного принципу поділу як такого. Також можна побачити в цьому документі механізм «стримувань і противаг» у системі організації державної влади. Так, «ясновельможний гетьман, а також його наступники», мали «саме тільки з Генеральною Радою радитися про безпеку Вітчизни, про спільне благо і про всі громадські справи і не мали права нічого вирішувати, розпочинати і здійснювати своєю волею без попереднього розгляду і схвалення» цією Радою. Водночас членами Генеральної Ради мали бути радники («чільні», «народні» та «генеральні»), а для самої Ради передбачався фактично трьохсесійний порядок її роботи, однак сам Гетьман отримував право скликати останню за власною ініціативою в будь-який інший час.
В період розвитку національних конституційно-правових доктрин ідеї поділу влади найшли своє відображення в проєкті «Основного Закону Самостійної України» Миколи Міхновського (1873—1924), опублікованому у 1905 році. На думку сучасних дослідників в основу організації державної влади в даному конституційному проєкті було покладено принцип її поділу на законодавчу, виконавчу та судову.
Початок ХХ століття. 29 квітня 1918 року Українською Центральною Радою ухвалена Конституція УНР, Розділ ІІІ «Органи влади УНР» передбачав поділ державної влади між трьома гілками, коли вища законодавча влада була надана Всенародним Зборам, вища виконавча влада — Раді Народних Міністрів, а вищим органом судової влади було встановлено Генеральний Суд УНР.
Незалежність. Новий етап практичної реалізації та законодавчого закріплення принципу поділу влади в Україні розпочався з відновленням її державної незалежності в 1991 році. При цьому основу для політико-правової трансформації Української РСР у незалежну, самостійну, Українську державу закладено ще положеннями Декларації про державний суверенітет України, прийнятої Верховною Радою Української РСР 16 липня 1990 року. Саме в декларації вказано, що «державна влада в Республіці (в Українській РСР) здійснюється за принципом її поділу на законодавчу, виконавчу та судову».
Принцип поділу влади знайшов своє належне застосування в чинній Конституції України, прийнятій Верховною Радою України 28 червня 1996 року. Статтею 6 Основного Закону держави прямо передбачено, що «державна влада в Україні здійснюється на засадах її поділу на законодавчу, виконавчу та судову. Органи законодавчої, виконавчої та судової влади здійснюють свої повноваження у встановлених цією Конституцією межах і відповідно до законів України».